# Marc'Andria Maurizzi
Marc'Andria Maurizzi, född 
16 maj 2007 i Bastia på Korsika, är en fransk schackspelare och stormästare i schack.
År 2021 blev den då fjortonåriga Maurizzi Frankrikes yngsta stormästare genom tiderna och år 2023 vann han juniorvärldsmästarskapen i schack i Mexico City efter tiebreak.
I februari 2024 uppnådde Maurizzi sin hittills högsta Elo-rating:  2597.